# Aysel Teymurzadə
Aysel Teymurzadeh (Bakoe, 25 april 1989) is een Azerbeidzjaanse zangeres. 

## Eurovisiesongfestival
In januari 2009 werd AySel samen met de Iraans-Zweedse zanger Arash intern gekozen om Azerbeidzjan te vertegenwoordigen op het Eurovisiesongfestival in Moskou, Rusland. Met het nummer Always werden ze tweede in de halve finale, waarna ze derde werden in de finale, na Noorwegen en IJsland. AySel was de eerste vrouwelijke artieste die Azerbeidzjan vertegenwoordigde op het Eurovisiesongfestival.
AySel huwde in 2012 en kreeg drie kinderen.
2008: Elnur & Samir · 
2009: AySel & Arash · 
2010: Səfurə Əlizadə · 
2011: Ell & Nikki · 
2012: Səbinə Babayeva · 
2013: Fərid Məmmədov · 
2014: Dilarə Kazımova · 
2015: Elnur Hüseynov · 
2016: Səmra Rəhimli · 
2017: Dihaj · 
2018: Aysel Məmmədova · 
2019: Chingiz · 
2021: Efendi · 
2022: Nadir Rüstəmli · 
2023: TuralTuranX · 
2024: Fahree feat. İlkin Dövlətov · 
2025: Mamagama